# Parti communiste marxiste-léniniste du Venezuela
 (mars 2025).
Pour les articles homonymes, voir Parti communiste marxiste-léniniste.

Le Parti communiste marxiste-léniniste du Venezuela (espagnol : Partido Comunista Marxista-Leninista de Venezuela, PCMLV) est un parti communiste hoxhaïste fondé en 2009 au Venezuela. Il est membre de la Conférence internationale des partis et organisations marxistes-léninistes (Unité et lutte).